# Jan Kazimierz Wilk
Jan Kazimierz Wilk OFMConv (port.: João Casimiro Wilk, * 18. September 1951 in Seroczyn, Polen) ist ein römisch-katholischer Geistlicher und Bischof von Anápolis.

## Leben
Jan Kazimierz Wilk trat der Ordensgemeinschaft der Minoriten bei und empfing am 24. Juni 1976 die Priesterweihe.
Papst Johannes Paul II. ernannte ihn am 28. Januar 1998 zum Bischof von Formosa. Die Bischofsweihe spendete ihm der Erzbischof von Brasília, José Kardinal Freire Falcão, am 4. April desselben Jahres; Mitkonsekratoren waren Augustyn Januszewicz OFMConv, Bischof von Luziânia, und Marian Błażej Kruszyłowicz OFMConv, Weihbischof in Stettin-Cammin. Als Wahlspruch wählte er Ut amor ametur.
Am 9. Juni 2004 wurde er zum Bischof von Anápolis ernannt und am 14. August desselben Jahres in das Amt eingeführt.